# میلاد شیخ سلیمانی
میلاد شیخ سلیمانی (زادهٔ ۲۰ بهمن ۱۳۷۰) بازیکن فوتبال اهل ایران است که در پست مدافع میانی برای باشگاه فوتبال پارس جنوبی جم بازی می‌کند.
وی سابقه عضویت در تیم‌های نفت مسجدسلیمان، فجر سپاسی، شهرداری ماهشهر و سپیدرود رشت را در کارنامه دارد.